# Luigi I del Liechtenstein
Luigi I del Liechtenstein (nome completo in tedesco Alois Josef; Vienna, 14 maggio 1759 – Vienna, 24 marzo 1805) è stato principe del Liechtenstein dal 1781 fino alla sua morte.

## Biografia

### Giovinezza

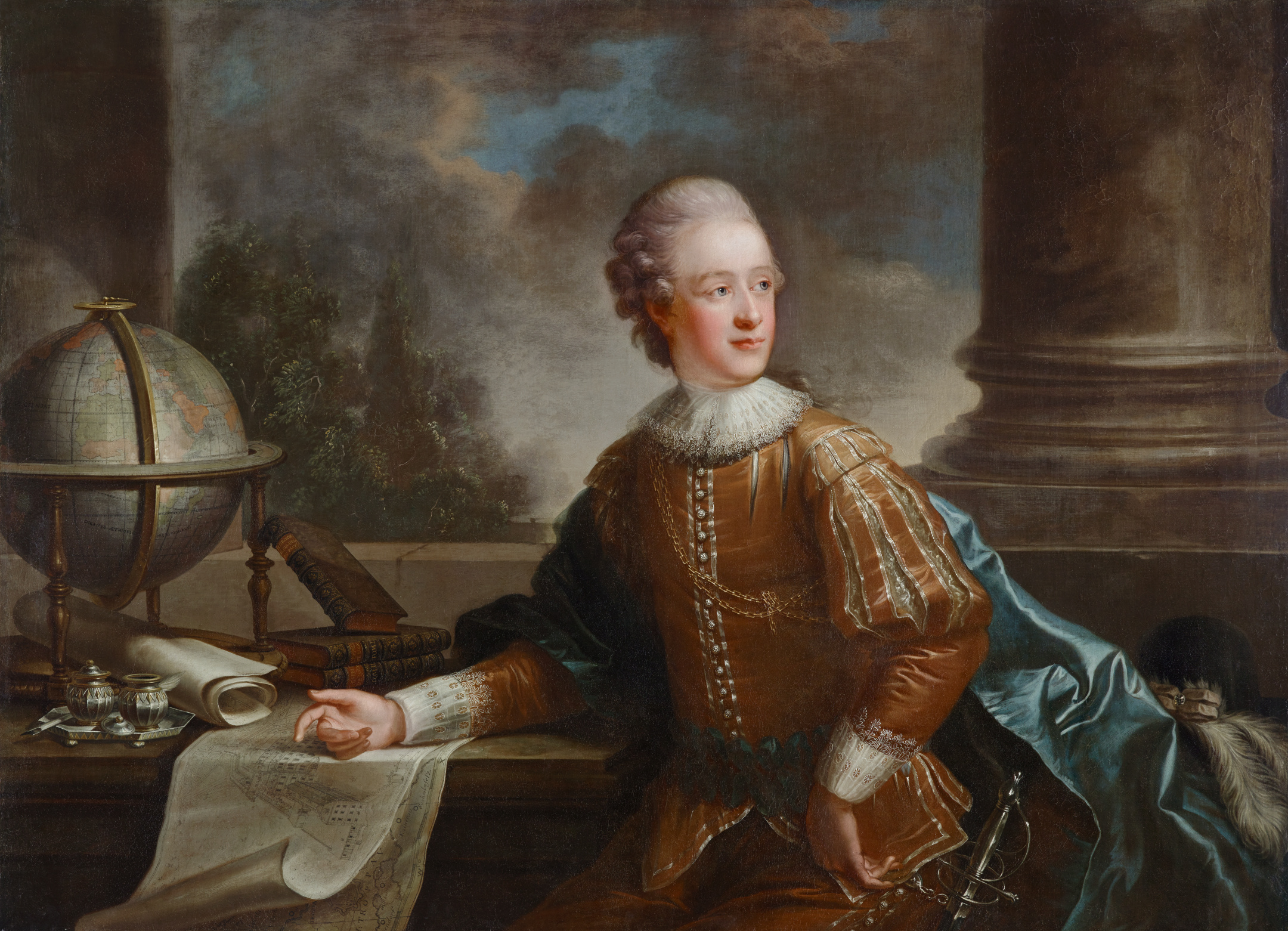
Luigi I, principe del Liechtenstein, ritratto da August Friedrich Oelenhainz nel 1804

Luigi era il primogenito del principe Francesco Giuseppe I del Liechtenstein e di sua moglie, la principessa Leopoldina di Sternberg.
Venne indirizzato sin da giovane alla carriera militare, da cui però presto venne escluso a causa delle sue pessime condizioni di salute. Il suo grande interesse per le tematiche ambientali e per il giardinaggio lo portarono a piantare nei giardini delle proprie residenze molte piante tra cui alcune specie esotiche preziose ed esteticamente molto richieste. Egli inoltre decorò il Parco di Eisgrub con costruzioni ornamentali.

### Matrimonio
Il 16 novembre 1783 Luigi I sposò la contessa Karoline von Manderscheid-Blankenheim, figlia del conte Giovanni Guglielmo di Manderscheid-Blankenheim, da cui non ebbe eredi. Le uniche due figlie, Leopoldina e Carolina, non arrivarono all'età adulta.

### Principe del Liechtenstein

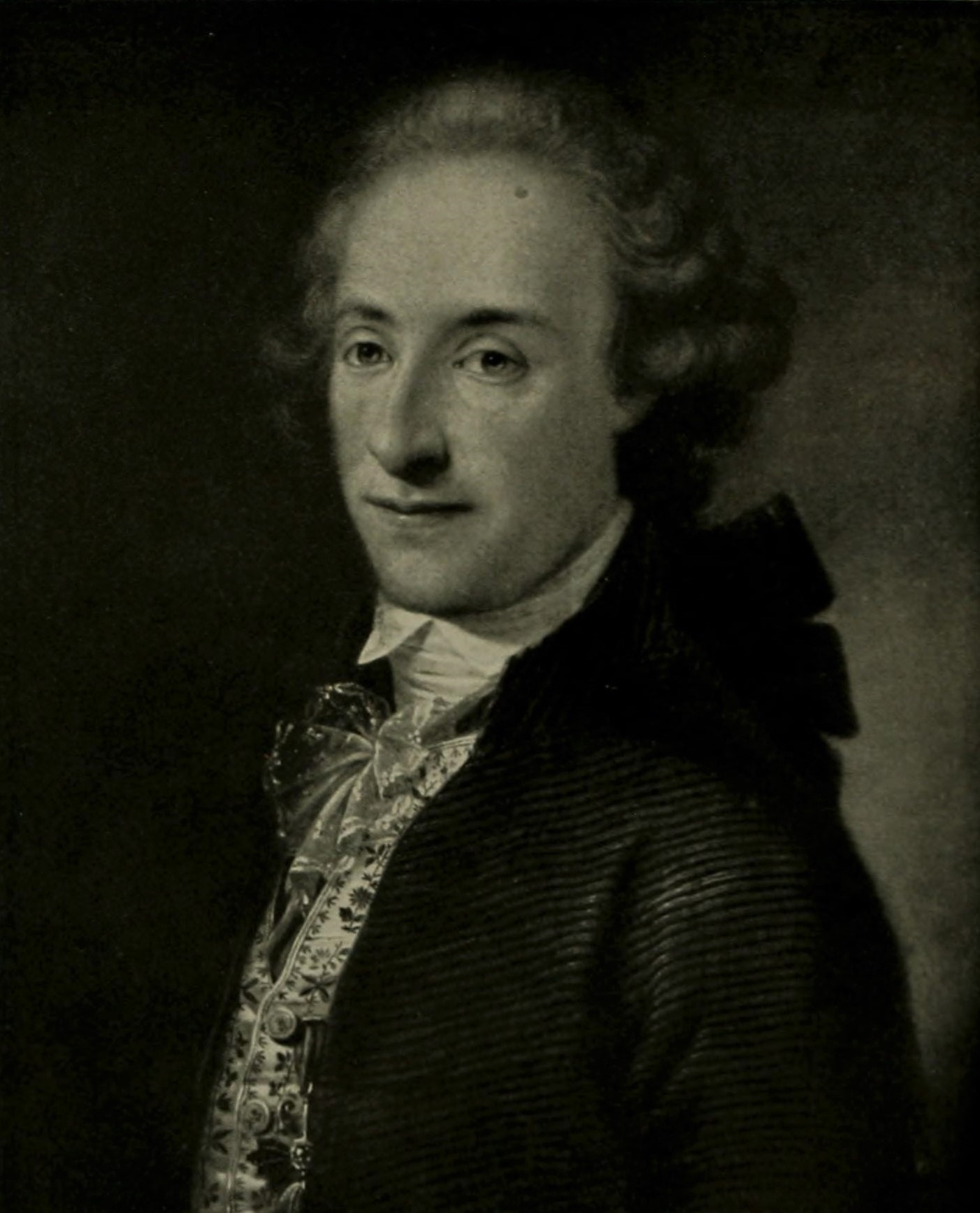
Il principe Luigi I in un ritratto di Joseph Hickel

Luigi I supportò la costruzione di nuove miniere all'interno dei propri possedimenti in Moravia, di modo da ricavarvi del denaro. Questo comportò anche la costruzione di alcuni opifici per la lavorazione dei metalli a Olomouc.
Luigi I espanse anche la biblioteca di stato del Liechtenstein attraverso l'acquisizione di intere collezioni di libri. Si avvalse dell'architetto Joseph Hardtmuth per progettare e curare poi l'edificazione di un nuovo palazzo nella Herrengasse, a Vienna. Sostenne personalmente anche le spese un teatro di corte stagionale con una compagni fissa di musicisti d'eccellenza, per la direzione della quale venne proposto dapprima Wolfgang Amadeus Mozart (come il musicista accenna in una lettera al padre), ed infine venne scelto nel 1789 Joseph Triebensee, uno dei migliori oboisti del suo tempo. Al principe ad ogni modo Mozart dedicò la sua cantata KV Anh. 242.

### Ultimi anni e morte
Durante il suo regno, nel Liechtenstein si compì l'ultima condanna a morte della sua storia, quando Barbara Erni, arrestata a Eschen, venne processata e ghigliottinata per ripetuti furti a Vaduz. Luigi I non abolì la pena di morte, ma il sistema giudiziario del Liechtenstein si limitò semplicemente a non utilizzarla.
Il principe morì a Vienna il 24 maggio 1805.

## Ascendenza
|                                                   |                                |                                                                    | Genitori                                               |  |  | Nonni |  |  | Bisnonni                         |  |  | Trisnonni                      |  |
|                                                   |                                |                                                                    |                                                        |  |  |       |  |  | Filippo Erasmo del Liechtenstein |  |  | Hartmann III del Liechtenstein |  |
|                                                   |                                |                                                                    |                                                        |  |  |       |  |  | Filippo Erasmo del Liechtenstein |  |  | Hartmann III del Liechtenstein |  |
|                                                   |                                | Sidonia Elisabetta di Salm-Reifferscheidt                          |                                                        |  |  |       |  |  | Filippo Erasmo del Liechtenstein |  |  |                                |  |
| Emanuele del Liechtenstein                        |                                |                                                                    |                                                        |  |  |       |  |  | Filippo Erasmo del Liechtenstein |  |  |                                |  |
|                                                   |                                | Cristina Teresa di Löwenstein-Wertheim-Rochefort                   | Ferdinando Carlo di Löwenstein-Wertheim-Rochefort      |  |  |       |  |  |                                  |  |  |                                |  |
|                                                   |                                | Cristina Teresa di Löwenstein-Wertheim-Rochefort                   | Ferdinando Carlo di Löwenstein-Wertheim-Rochefort      |  |  |       |  |  |                                  |  |  |                                |  |
|                                                   |                                | Cristina Teresa di Löwenstein-Wertheim-Rochefort                   | Anna Maria zu Fürstenberg-Heiligenberg                 |  |  |       |  |  |                                  |  |  |                                |  |
| Francesco Giuseppe I del Liechtenstein            |                                | Cristina Teresa di Löwenstein-Wertheim-Rochefort                   |                                                        |  |  |       |  |  |                                  |  |  |                                |  |
|                                                   |                                | Carlo Magnus di Dietrichstein-Weichselstädt                        | Francesco Antonio Adamo di Dietrichstein-Weichselstädt |  |  |       |  |  |                                  |  |  |                                |  |
|                                                   |                                | Carlo Magnus di Dietrichstein-Weichselstädt                        | Francesco Antonio Adamo di Dietrichstein-Weichselstädt |  |  |       |  |  |                                  |  |  |                                |  |
|                                                   |                                | Carlo Magnus di Dietrichstein-Weichselstädt                        | Maria Rosina von Trauttmansdorff                       |  |  |       |  |  |                                  |  |  |                                |  |
| Maria Anna Antonia di Dietrichstein-Weichselstädt |                                | Carlo Magnus di Dietrichstein-Weichselstädt                        |                                                        |  |  |       |  |  |                                  |  |  |                                |  |
|                                                   |                                | Maria Theresia von Trauttmansdorff-Weinsberg                       | Georg Sigismund von Trauttmansdorff-Weinsberg          |  |  |       |  |  |                                  |  |  |                                |  |
|                                                   |                                | Maria Theresia von Trauttmansdorff-Weinsberg                       | Georg Sigismund von Trauttmansdorff-Weinsberg          |  |  |       |  |  |                                  |  |  |                                |  |
|                                                   |                                | Maria Theresia von Trauttmansdorff-Weinsberg                       | Cäcilia Renata von Wildenstein                         |  |  |       |  |  |                                  |  |  |                                |  |
| Luigi I del Liechtenstein                         |                                | Maria Theresia von Trauttmansdorff-Weinsberg                       |                                                        |  |  |       |  |  |                                  |  |  |                                |  |
|                                                   | Francesco Damiano di Sternberg | Ulrich Adolf Vratislav von Sternberg                               |                                                        |  |  |       |  |  |                                  |  |  |                                |  |
|                                                   | Francesco Damiano di Sternberg | Ulrich Adolf Vratislav von Sternberg                               |                                                        |  |  |       |  |  |                                  |  |  |                                |  |
|                                                   | Francesco Damiano di Sternberg | Anna Lucia Slavatovna Slavata von Chlum und Koschumberg            |                                                        |  |  |       |  |  |                                  |  |  |                                |  |
| Francesco Filippo di Sternberg                    | Francesco Damiano di Sternberg |                                                                    |                                                        |  |  |       |  |  |                                  |  |  |                                |  |
|                                                   |                                | Marie Josefa von Trauttmansdorff-Weinsberg                         | Johann Fridrich Ludwig von Trauttmansdorff-Weinsberg   |  |  |       |  |  |                                  |  |  |                                |  |
|                                                   |                                | Marie Josefa von Trauttmansdorff-Weinsberg                         | Johann Fridrich Ludwig von Trauttmansdorff-Weinsberg   |  |  |       |  |  |                                  |  |  |                                |  |
|                                                   |                                | Marie Josefa von Trauttmansdorff-Weinsberg                         | Marie Eleonora Holická von Sternberg                   |  |  |       |  |  |                                  |  |  |                                |  |
| Leopoldina di Sternberg                           |                                | Marie Josefa von Trauttmansdorff-Weinsberg                         |                                                        |  |  |       |  |  |                                  |  |  |                                |  |
|                                                   |                                | Konrad Sigismund Anton von Starhemberg                             | Franz Ottokar von Starhemberg                          |  |  |       |  |  |                                  |  |  |                                |  |
|                                                   |                                | Konrad Sigismund Anton von Starhemberg                             | Franz Ottokar von Starhemberg                          |  |  |       |  |  |                                  |  |  |                                |  |
|                                                   |                                | Konrad Sigismund Anton von Starhemberg                             | Clara Cäcilia von Rindsmaul                            |  |  |       |  |  |                                  |  |  |                                |  |
| Maria Leopoldina di Starhemberg                   |                                | Konrad Sigismund Anton von Starhemberg                             |                                                        |  |  |       |  |  |                                  |  |  |                                |  |
|                                                   |                                | Maria Leopoldine Elisabeth Renate zu Löwenstein-Wertheim-Rochefort | Maximilian Karl zu Löwenstein-Wertheim-Rochefort       |  |  |       |  |  |                                  |  |  |                                |  |
|                                                   |                                | Maria Leopoldine Elisabeth Renate zu Löwenstein-Wertheim-Rochefort | Maximilian Karl zu Löwenstein-Wertheim-Rochefort       |  |  |       |  |  |                                  |  |  |                                |  |
|                                                   |                                | Maria Leopoldine Elisabeth Renate zu Löwenstein-Wertheim-Rochefort | Maria Polyxena Khuen von Lichtenberg und Belasi        |  |  |       |  |  |                                  |  |  |                                |  |
|                                                   |                                | Maria Leopoldine Elisabeth Renate zu Löwenstein-Wertheim-Rochefort |                                                        |  |  |       |  |  |                                  |  |  |                                |  |